# León hambriento atacando a un antílope
León hambriento atacando a un antílope (Le lion ayant faim se jette sur l'antilope) es una pintura al óleo sobre lienzo realizada en 1905 por el pintor francés Henri Rousseau. Después de Explorador atacado por un tigre del año anterior, León hambriento fue el segundo cuadro de selva que marcó la vuelta de Rousseau a este género después de una pausa de 10 años causada por el mal recibimiento general a su cuadro de 1891, Tigre en una tormenta tropical.
Se caracteriza por una aparente representación realista, casi infantil o naíf, de las formas que despertó simpatías entre la vanguardia artística de la época, asentada por entonces en París. Destaca su gusto por los temas exóticos o los viajes que, curiosamente, nunca realizó, por los paisajes o la exuberante vegetación, y por el retrato de personajes oriundos de lejanas colonias o los temas costumbristas de la sociedad francesa.
El león y el antílope han sido ubicados con precisión en el centro, rodeados de otros animales que observan el espectáculo violento que se les ofrece. A la derecha, la pantera parece esperar su turno con ansiedad mientras la lechuza, con su plumaje decorado con los puntos blancos que la caracterizan, parece no estar interesada en la escena. A la izquierda, semioculta, una criatura híbrida, grande y peluda (oso, pájaro o mono) con un palo en su pata. Rousseau basó el par central de animales en un diorama de animales disecados en el Museo Nacional de Historia Natural de Francia en París, titulado León senegalés devorando un antílope.
El primer cuadro de Rousseau sobre la selva, Tigre en una tormenta tropical, fue rechazado por la Real Academia de Pintura y Escultura para su Salón de París oficial, pero lo expuso en el Salón de los Independientes de 1891. A pesar de su reputación creciente, Rousseau continuó exponiendo sus obras en el Salón de los Independientes, pero León hambriento también fue expuesto  en otra exposición, el Salón de Otoño de 1905, con obras de Matisse y Derain.
La revista L'Illustration publicó una copia del cuadro en su edición del 4 de noviembre de 1905, con obras de Matisse, Derain, Cézanne y Vuillard.
Las obras vanguardistas expuestas en el Salón de otoño de 1905 fueron condenadas por el crítico de arte Louis Vauxcelles como Donatello entre las bestias salvajes, contrastando los cuadros con una escultura del Renacimiento en la misma habitación en el Gran Palacio de París. El comentario de Vauxcelles fue publicado el 17 de octubre de 1905 en Gil Blas, un periódico de la época, introduciéndose de este modo el término "fauvismo", que tuvo una muy buena acogida por parte del público y los artistas de esta corriente pasaron a denominarse así. Se caracterizan por la simplicidad aparente y los colores vibrantes. El término fauvismo quizás fue influenciado directamente por el cuadro de Rousseau, aunque Rousseau en sí mismo no fue un fovista.
A pesar de su simplicidad aparente, estos cuadros de selva fueron construidos meticulosamente en capas, empleado un gran número de tonos verdes para capturar la exuberancia y la lozanía de la selva. Hasta su muerte en 1910 y posteriormente, sus obras fueron condenados por la crítica, pero obtuvo seguidores entre sus contemporáneos: Picasso, Matisse, y Toulouse-Lautrec admiraron sus pinturas.
Hoy León hambriento está en la colección de la Fundación Beyeler y se expone en su galería en Riehen, cerca de Basilea, en Suiza.